# Lyllo och Zorba
Lyllo och Zorba (italienska: La gabbianella e il gatto) är en italiensk animerad film från 1997 regisserad av Enzo D'Alò efter ett manus av Enzo D'Alò och Umberto Marino baserad på boken Storia di una gabbianella e del gatto che le insegnò a volare av den chilenska författaren Luis Sepúlveda.

## Handling
Stadskatten Zorba och hans vänner, Översten, Diderot, Prosit och lilla Jojo är ständigt i strid med de elaka kloakråttorna. En eftermiddag när Zorba ligger och myser i trädgården störtar en oljeskadad mås ner mitt framför honom. Hon heter Kenga och hon ska precis lägga sitt allra första ägg innan hon dör. Zorba hinner lova henne att lära ungen att flyga.
Ungen döps till Lyllo och blir uppfostrad av Zorba och de andra katterna, men har svårt att acceptera att hon inte själv är en katt.

## Rollista
- Carlo Verdone — Zorba
- Antonio Albanese — storråttan
- Sofia Baratta — nyfödda Fortunata
- Veronica Puccio — unga Fortunata
- Leda Battisti — Fortunata (sång)
- Domitilla D'Amico — vuxna Fortunata
- Margherita Birri — Nina
- Luis Sepúlveda — poeten
- Luca Biagini — Diderot
- Valerio Ruggeri — sekreterare
- Paolo Lombardi — överste
- Gabriele Patriarca — Pallino
- Paola Tedesco — Kompass-Rosa
- Massimo Lodolo — Ciambellano
- Alida Milana — Kengah (dialog)
- Ivana Spagna — Kengah (sång)
- Fabrizio Vidale — Igor
- Melba Ruffo — Bubulina
- Roberto Stocchi — mus #1
- Roberto Ciufoli — mus #2
- Renata Biserni — portvakterskan

### Svenska röster
- Pontus Gustafsson — Zorba
- Lars Edström — översten
- Joachim Bergström — Prosit
- Krister Henriksson — Diderot
- Cecilia Nilsson — Kengah
- Per Myrberg — Storråttan
- Emilia Brown — Lyllo
- Fredrik Boberg — Jojo
- Cecilia Ljung — Bobolina
- Stephan Karlsén — spanarråtta / övriga roller
- Bengt Järnblad — spanarråtta / övriga roller
- Andreas Nilsson — adjutanten / övriga roller
- Jonas Bergström — poeten
- Matilda Renliden — Nina
- Agneta Ahlin — Kompass-Rosa
- Annika Brunsten — portvakterskan

- Regi, bearbetning, översättning, sångtexter — Lars Edström
- Översättning, sångtexter — Britt Olofsson
- Producent — Mari-Anne Barrefelt
- Musikalisk ledare — Anders Neglin
- Svensk version producerad av Barrefelt Produktion[1][2]